# ハインリヒ1世 (ブラウンシュヴァイク＝リューネブルク公)
ハインリヒ1世（Heinrich I., 1468年 - 1532年2月19日）は、ブラウンシュヴァイク＝リューネブルク公の1人で、リューネブルク侯（在位：1486年 - 1520年）。リューネブルク侯オットー5世とナッサウ＝ディレンブルク伯ヨハン4世の娘アンナの子。

## 生涯
父が1471年に死去した時はまだ幼く、祖父のフリードリヒ2世、次いで母の後見の下で成長、1486年に爵位を継承した。1519年に同族のヴォルフェンビュッテル侯ハインリヒ2世とヒルデスハイム司教の紛争が発生、ハインリヒ1世はヒルデスハイム司教に加わり、ハインリヒ2世とカレンベルク侯エーリヒ1世の軍勢を撃破、エーリヒ1世を捕らえた。ところが、神聖ローマ皇帝カール5世はエーリヒ1世の釈放、占領地の返還をハインリヒ1世に要求、1520年に弾劾宣告を受けたハインリヒ1世は退位、2人の息子オットーとエルンスト1世に領土を譲渡してフランスへ亡命した。
1527年にドイツへ戻り、宗教改革を進めていたエルンスト1世に反発した人々によって復位させられかけたが、エルンスト1世に察知され失敗、以後はルーネベルグレンズで余生を送った。1532年に死去、遺体はウィーンハウゼンの修道院へ埋葬された。

## 子女
1487年、ザクセン選帝侯エルンストの娘マルガレーテと結婚、7人の子を儲けた。
- アンナ（1492年 - ?）
- エリザベス（1494年 - 1572年） -  ゲルデルン公カレルと結婚。
- オットー（1495年 - 1549年）
- エルンスト1世（1497年 - 1546年）
- アポロニア（1499年 - 1571年）
- アンナ（1502年 - 1568年） - ポンメルン公バルニム9世と結婚。
- フランツ（1508年 - 1549年）

| 爵位・家督           | 爵位・家督                       | 爵位・家督         |
| -------------------- | -------------------------------- | ------------------ |
| 先代 フリードリヒ2世 | リューネブルク侯 1486年 - 1520年 | 次代 エルンスト1世 |